# Museu Tāoga de Niue
El Museu Tāoga és un museu nacional i centre cultural situat a Alofi, capital de Niue. Va substituir el Museu i Centre Cultural Huanaki, que va ser destruït pel cicló Heta el 2004.

## Fons
El 2004 el cicló Heta va saccejar Niue, malmetent bona part de la capital, Alofi. Els danys van destruir l'edifici del Museu i Centre Cultural Huanaki, que havia obert les seves portes el 1987, i es va perdre entre el 90 i el 95% de la col·lecció.
La restauració del museu i la preservació cultural van ser reconegudes com un aspecte important del pla estratègic del govern de Niue 2009–2013. La construcció del nou museu va començar el 2018, finançada amb una subvenció de 2,7 milions de dòlars del govern de Nova Zelanda. El nou museu es va obrir l'octubre de 2018. L'obertura va coincidir amb les celebracions a Niue per la seva constitució, que per primera vegada es van festejar en un lloc lluny del parlament: al nou museu.
Al museu hi ha un auditori, una cafeteria, un magatzem i un escenari, així com un espai d'exposició. El 2019 va acollir una exposició com a part del Festival Taoga Niue.

## Col·leccions
Després del cicló Heta, es va recuperar entre el 5 i el 10% de la col·lecció del museu. Entre els objectes recuperats n'hi havia de relacionats amb Niue i la Primera Guerra Mundial, incloses fotografies i un uniforme, així com exemples de teixits de Niue. Entre els objectes que es van perdre hi havia dos fragments de pedres llancíboles de Niue. El director de Taoga Niue, del departament governamental que supervisa les activitats culturals, Moira Enetama, va descriure la situació com "no només una pèrdua de cultura material sinó una pèrdua de pertinença, la propietat, el cap i el patrimoni immaterial de Niue".
El 2005 el museu va començar a reconstruir la seva col·lecció, que ara inclou barrets teixits premiats que es van mostrar a Nova Zelanda. El personal del museu també va repassar abocadors d'escombraries a tota l'illa per trobar objectes que ajudessin a reconstruir la col·lecció. Un exemple d'aquestes troballes van ser les xarxes teixides a mà, l'artesania de les quals ja no es practica a Niue. El museu també va viatjar per tot arreu a les illes comprant objectes d'artistes tradicionals. El diputat Va'aiga Tukuitonga va reconèixer la urgència d'actualitzar la col·lecció, així com de preservar el coneixement cultural de Niue, que té una població envellida.

## Col·leccions a l'estranger
Una part important del patrimoni cultural i científic de Niue es conserva en col·leccions a l'estranger. Un dels articles més comuns a les col·leccions a l'estranger són els hiapo, teixits d'escorça tradicionals específics de Niue.
El Te Papa conté 291 objectes de Niue. L'objecte més antic de la seva col·lecció és un maka de Niue (pedra llancíbola), que va ser presentada el 1869 pel reverend John Inglis. La col·lecció niueana del Museu Britànic inclou maces, tela d'escorça, diners i altres articles. El Museu de Perth a Escòcia hi ha dues llances de fusta de Niue. Els museus de Glasgow tenen una línia de pescar feta amb cabell humà, així com models de canoes i altres objectes. El Museu Horniman té tela d'escorça, una flauta de nas, llances i altres objectes. El Museu Australià conserva els exemplars tipus de l'única papallona endèmica de Niue, la Nacaduba niueensis (blau de Niue).

## Repatriació
A partir del 2016, el museu va manifestar la seva intenció de sol·licitar la repatriació d'objectes que es troben en col·leccions a l'estranger. El 2007, el Museu Memorial de la Guerra d'Auckland va retornar el crani d'un illenc, que era a la seva col·lecció, als representants de la comunitat d'Auckland. Les restes van ser portades a una església de Niue i posteriorment es van tornar a enterrar a Niue.

Galeria d'objectes de Niue en col·leccions a l'estranger
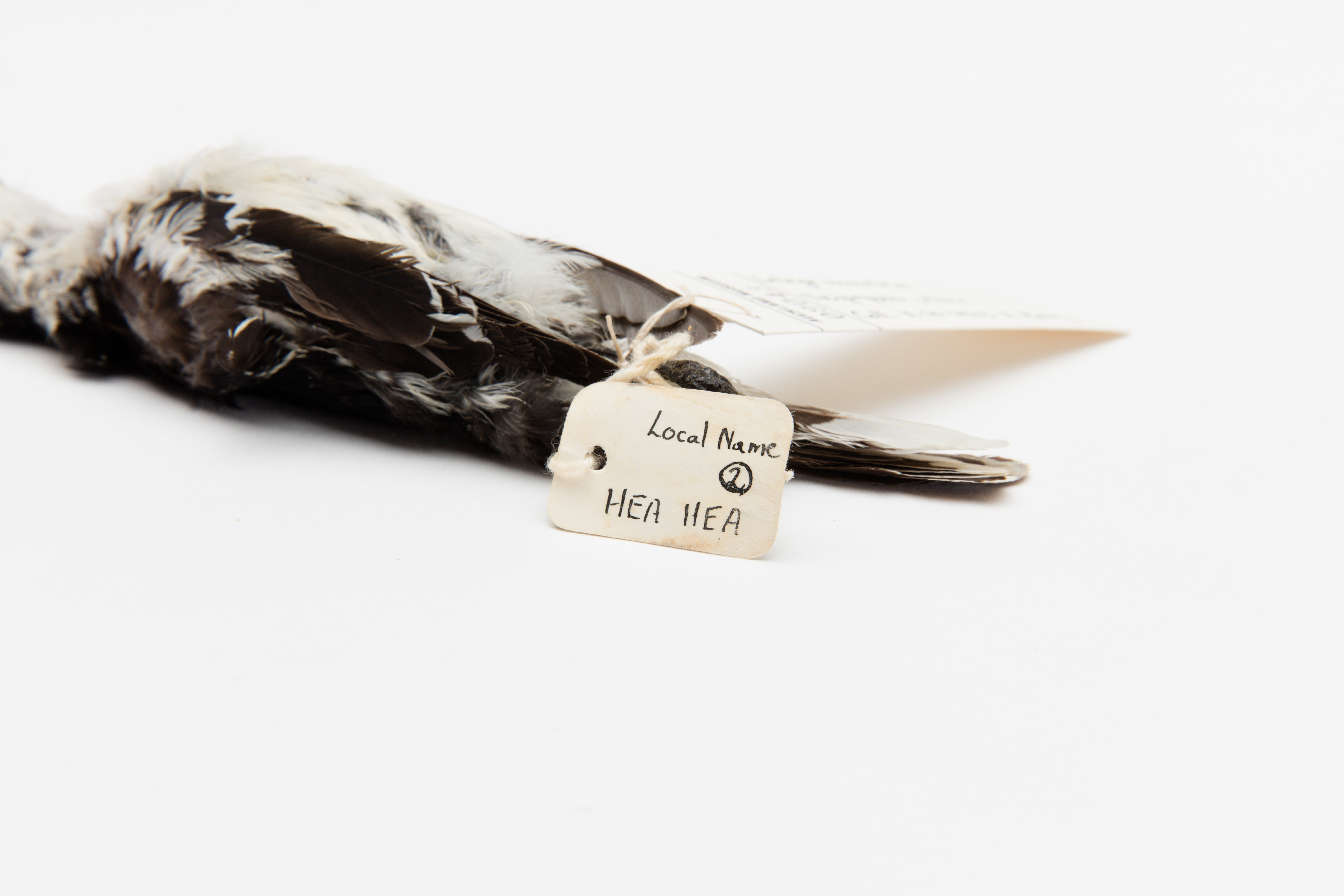
Eruguera de la Polinèsia (Museu d'Auckland)
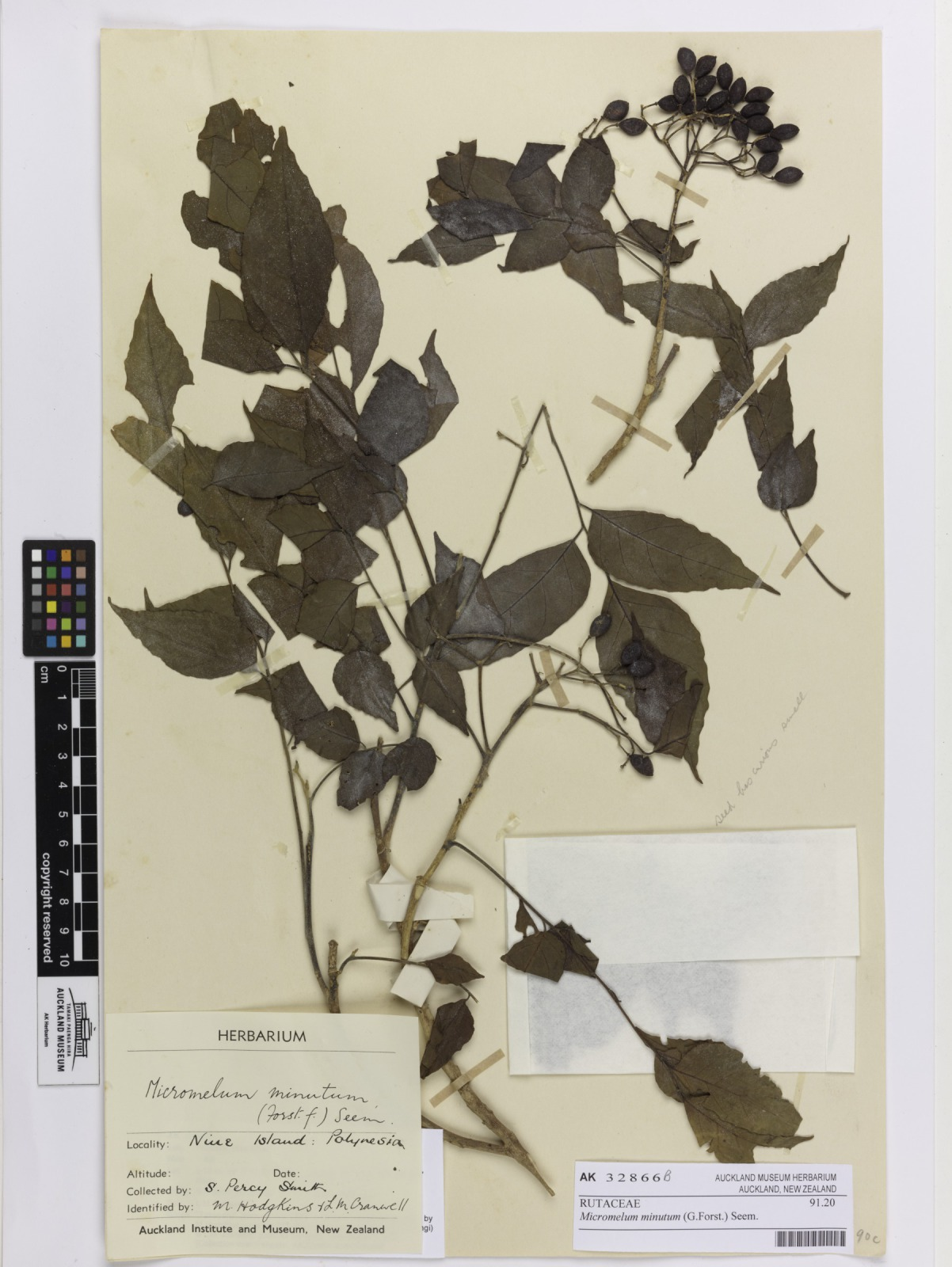
Micromelum minutum (Museu d'Auckland)
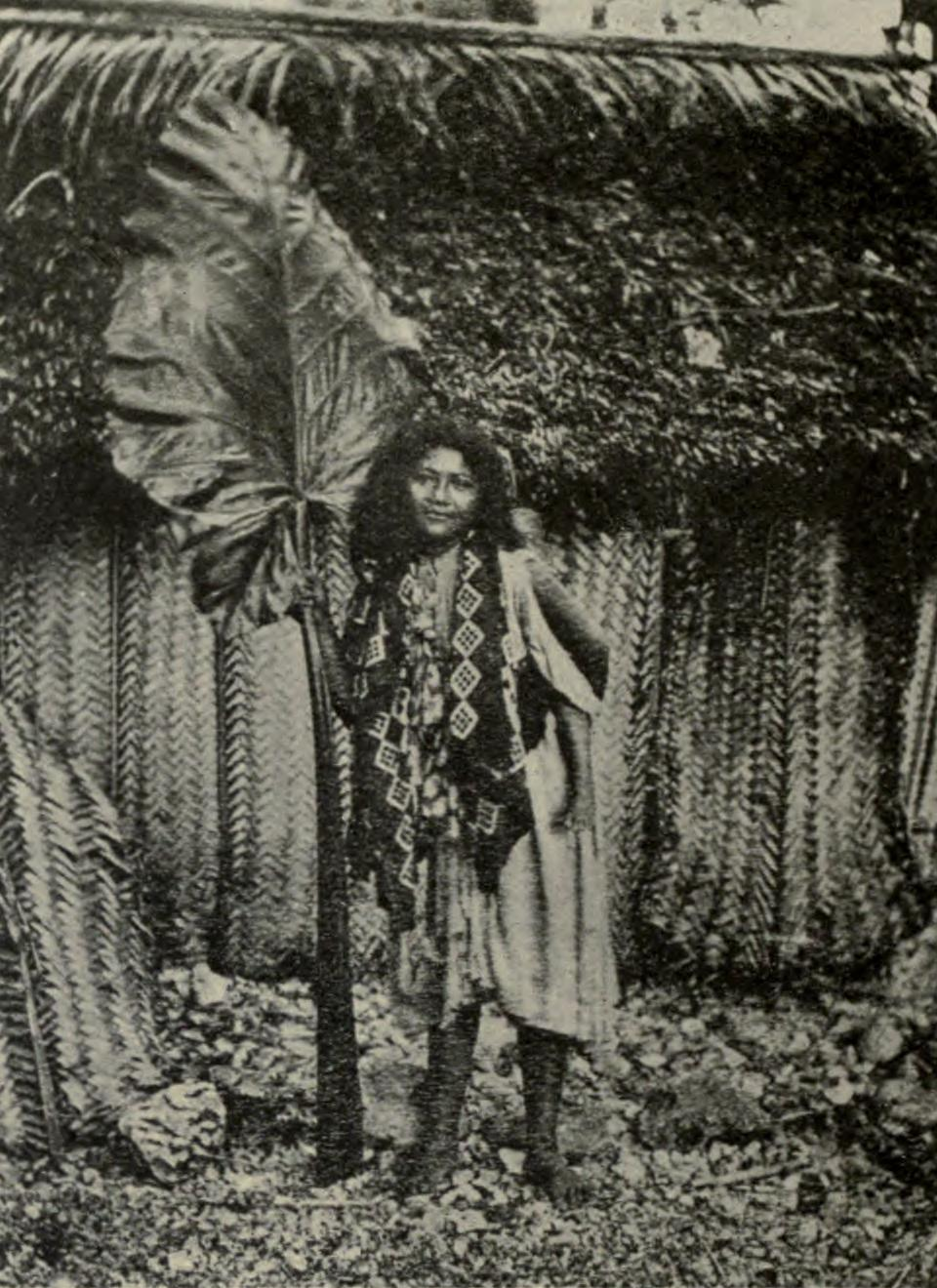
Fotografia de parets de casa teixida (Bishop Museum)
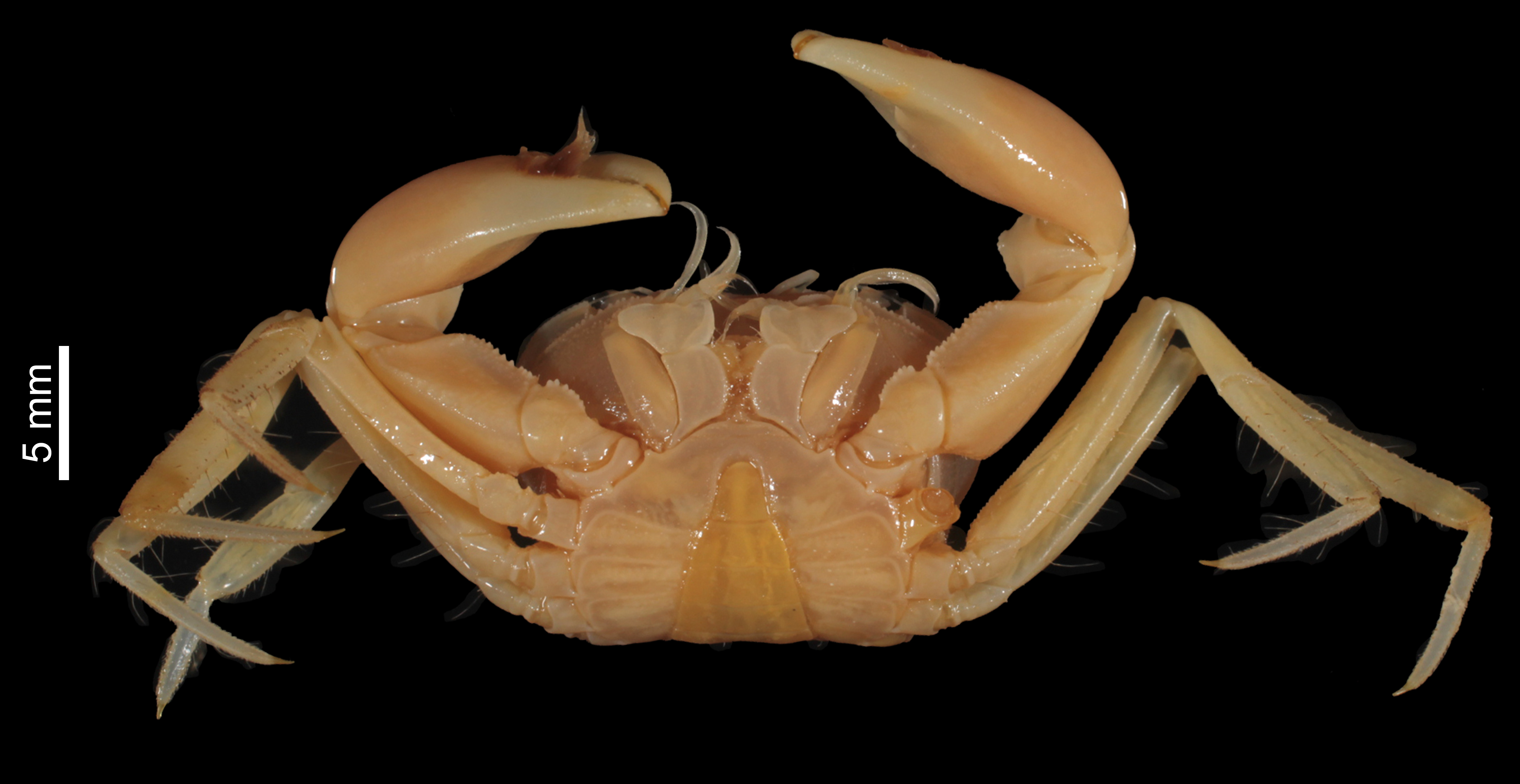
Orcovita gracilipes (Museu Nacional d'Història Natural de França)